# رضاخان (ترانه)
رضاخان، اولین قطعه از آلبوم از پوست نارنگی مدد از خواننده و ترانه‌سرای ایرانی، محسن نامجو است.
محسن نامجو در این ترانه، با استفاده و تأکید بر تفاوت نام‌های برخی میدان‌های شهر تهران پیش و پس از انقلاب ۱۳۵۷، از جمله، میدان انقلاب که پیش از انقلاب، میدان ۲۴ اسفند خوانده می‌شد، به نقد طنزآمیز رضاشاه پهلوی پرداخت.
استفادهٔ نامجو از برخی عبارت‌های تند در این ترانه خطاب به رضاشاه، با واکنش‌های گسترده‌ای در افکار عمومی و رسانه‌ها مواجه شد. نامجو در مصاحبه‌ای با بی‌بی‌سی فارسی دربارهٔ جنجال‌های صورت‌گرفته دربارهٔ محتوای ترانه، آن را صرفاً یک شوخی با رضاشاه خواند. وی در ادامه این ترانه را «خدمت کوچکی برای برون‌رفت از توهم خود‌بزرگ‌بینی ملی و تاریخی‌مان» خواند.